# Бардин, Александр Григорьевич
Александр Григорьевич Бардин (1926—1997) — советский передовик производства в системе инструментальной промышленности. Герой Социалистического Труда (1982).

## Биография
Родился  25 ноября 1926 года в Московской губернии.
С 1942 года работал на московском заводе «Фрезер», производил товары военного назначения для действующей армии.
В 1943 году призван в ряды ВМФ СССР, после окончания Московской школы связи ВМФ направлен в действующую армию, участник Великой Отечественной войны — связист-краснофлотец пятого манипуляторного отряда Таллинского гидрографического морского оборонительного района Балтийского флота. 29 апреля 1945 года и 11 марта 1985 года Указом Президиума Верховного Совета СССР  был награждён, соответственно, медалью «За боевые заслуги» и орденом Орден Отечественной войны 2-й степени.
С 1950 года, после демобилизации, работал учеником шлифовщика, шлифовщиком и шлифовщиком-универсалом московского завода «Фрезер». 20 февраля 1974 года «за высокие трудовые достижения завершения девятой пятилетки» Указом Президиума Верховного Совета СССР был награждён Орденом Ленина.
24 июня 1982 года  «за выдающиеся достижения в выполнении производственных заданий и активную рационализаторскую работу по совершенствованию производства» Указом Президиума Верховного Совета СССР Александру Григорьевичу Бардину было присвоено звание Героя Социалистического Труда с вручением Медали «Серп и Молот» и Орденом Ленина.
После выхода на пенсию жил в Москве.

## Награды
- Медаль «Серп и Молот» (24.06.1982)
- Два Ордена Ленина (1974, 1982)
- Орден Отечественной войны II степени (1985)
- Медаль «За боевые заслуги» (1945)
- Медаль «За трудовую доблесть» (1966)
- Медаль «За победу над Германией в Великой Отечественной войне 1941—1945 гг.» (1945)